# Planckov sistem enot
Planckov sistem enot sestavljajo enote, ki se jih prišteva k naravnim enotam. Sistem je definiran na osnovi petih fizikalnih konstant, ki se jih normalizirao tako, da imajo vrednost enako 1.
Te konstante so:
- gravitacijska konstanta (oznaka {\displaystyle \kappa \!\,})
- reducirana Planckova konstanta (h/2π, oznaka {\displaystyle \hbar })
- hitrost svetlobe (oznaka c)
- Coulombova konstanta {\displaystyle \textstyle {\frac {1}{4\pi \varepsilon _{0}}}} (oznaka {\displaystyle \kappa _{\rm {e}}\!\,})
- Boltzmannova konstanta kB

S tako normaliziranimi vrednostmi se dobi osnovne in izpeljane enote Planckovega sistema enot in obrazce s katerimi se izračuna vrednosti posameznih Planckovih enot v sistemu SI. Fizikalne konstante se na enostaven način izražajo s temi enotami. Prav tako Planckove enote zelo poenostavijo nekatere izraze za fizikalne količine. Sistem ne uporablja nobene umetno tvorjene enote, osnovan je samo na naravnih značilnostih. Razen Planckovega sistema je znanih še več sistemov naravnih enot.
Sistem enot se imenuje po nemškem fiziku Maxu Plancku (1858–1947).

## Osnovne Planckove enote
Vsi merski sistemi imajo osnovne enote iz katerih so izpeljane ostale. V sistemu Planckovih enot se osnovna enota za dolžino imenuje Planckova dolžina (oznaka {\displaystyle l_{\rm {P}}\,}), enota za čas Planckov čas ({\displaystyle t_{\rm {P}}\,}), enota za maso Planckova masa ({\displaystyle m_{\rm {P}}\,}), enota za naboj Planckov naboj ({\displaystyle q_{\rm {P}}\,}) in enota za temperaturo Planckova temperatura ({\displaystyle T_{\rm {P}}\,}). 
V naslednji preglednici so navedene osnovne enote (razsežnost je označena z M za maso, L za dolžino, T za čas, Q za naboj in Θ za temperaturo).
| ime Planckove enote   | količina    | razsežnost | obrazec                                                            | vrednost v sistemu SI | druge vrednosti              |
| --------------------- | ----------- | ---------- | ------------------------------------------------------------------ | --------------------- | ---------------------------- |
| Planckova masa        | masa        | M          | {\displaystyle m_{\rm {P}}={\sqrt {\hbar c/\kappa }}}              | 2,17644×10−8 kg       | 1,311×1019 u atomska masa    |
| Planckova dolžina     | dolžina     | L          | {\displaystyle l_{\rm {P}}={\sqrt {\hbar \kappa /c^{3}}}}          | 1,616252×10−35 m      | 3,054×10−25 rb Bohrov polmer |
| Planckov čas          | čas         | T          | {\displaystyle \!\,t_{\rm {P}}=l_{\rm {P}}/c}                      | 5,39124×10−44 s       |                              |
| Planckov naboj        | naboj       | Q          | {\displaystyle q_{\rm {P}}={\sqrt {\hbar c4\pi \varepsilon _{0}}}} | 1,8755459×10−18 C     | 11,70624 e0 osnovni naboj    |
| Planckova temperatura | temperatura | Θ          | {\displaystyle \!\,T_{\rm {P}}=m_{\rm {P}}c^{2}/k_{\rm {B}}}       | 1,416785×1032 K       |                              |

Fizikalne konstante (ki so se uporabile kot normalizirane) se lahko na ta način izrazi z enotami Planckovega sistema:
{\displaystyle c={\frac {l_{\rm {P}}}{t_{\rm {P}}}}\ }
{\displaystyle \hbar ={\frac {m_{\rm {P}}l_{\rm {P}}^{2}}{t_{\rm {P}}}}\ }
{\displaystyle \kappa ={\frac {l_{\rm {P}}^{3}}{m_{\rm {P}}t_{\rm {P}}^{2}}}\ }
{\displaystyle \varepsilon _{0}={\frac {q_{\rm {P}}^{2}t_{\rm {P}}^{2}}{4\pi m_{\rm {P}}l_{\rm {P}}^{3}}}\ }
{\displaystyle k_{\rm {B}}={\frac {m_{\rm {P}}l_{\rm {P}}^{2}}{t_{\rm {P}}^{2}T_{\rm {P}}}}\ }

## Izpeljane Planckove enote
V naslednji preglednici so nevedene nekatere izpeljane enote Planckovega sistema enot (razsežnost je označena z M za maso, L za dolžino, T za temperaturo, Q za naboj).
| ime Planckove enote        | količina            | razsežnost | obrazec | vrednost v sistemu SI  |
| -------------------------- | ------------------- | ---------- | --- | ---------------------- |
| Planckova površina         | površina            | L2         | {\displaystyle l_{\rm {P}}^{2}={\frac {\hbar \kappa }{c^{3}}}}                                                              | 2,62113×1070 m2        |
| Planckova prostornina      | prostornina         | L3         | {\displaystyle l_{\rm {P}}^{3}={\sqrt {\frac {(\hbar \kappa )^{3}}{c^{9}}}}}                                                | 4,22419×10105 m3       |
| Planckova gibalna količina | gibalna količina    | LMT-1      | {\displaystyle m_{\rm {P}}c={\frac {\hbar }{l_{\rm {P}}}}={\sqrt {\hbar c^{3}/\kappa }}}                                    | 6,52485 kg m/s         |
| Planckova sila             | sila                | MLT-2      | {\displaystyle F_{\rm {P}}={\frac {m_{\rm {P}}l_{\rm {P}}}{t_{\rm {P}}^{2}}}={\frac {c^{4}}{\kappa }}\;}                    | 1,210×1044 N           |
| Planckova energija         | energija            | ML2T-2     | {\displaystyle E_{\rm {P}}=F_{\rm {P}}l_{\rm {P}}=c^{2}{\sqrt {\frac {c\hbar }{\kappa }}}}                                  | 1019 GeV = 1,956×109 J |
| Planckova moč              | moč                 | ML2T-3     | {\displaystyle P_{\rm {P}}={\frac {E_{\rm {P}}}{t_{\rm {P}}}}={\frac {c^{5}}{\kappa }}\;}                                   | 3,629×1052 W           |
| Planckova gostota          | gostota             | ML-3       | {\displaystyle \rho _{\rm {P}}={\frac {m_{\rm {P}}}{l_{\rm {P}}^{3}}}={\frac {c^{5}}{\hbar \kappa ^{2}}}\;}                 | 5,1×1096 kg/m3         |
| Planckova krožna frekvenca | krožna frekvenca    | T-1        | {\displaystyle \omega _{\rm {P}}={\frac {1}{t_{\rm {P}}}}={\sqrt {\frac {c^{5}}{\hbar \kappa }}}\;}                         | 1,855×1043 s-1         |
| Planckov tlak              | tlak                | ML-1T-2    | {\displaystyle p_{\rm {P}}={\frac {F_{\rm {P}}}{l_{\rm {P}}^{2}}}={\frac {c^{7}}{\hbar \kappa ^{2}}}\;}                     | 4,635×10113 Pa         |
| Planckov tok               | električni tok      | QT-1       | {\displaystyle I_{\rm {P}}={\frac {q_{\rm {P}}}{t_{\rm {P}}}}={\sqrt {\frac {c^{6}4\pi \varepsilon _{0}}{\kappa }}}\;}      | 3,479×1025 A           |
| Planckova napetost         | električna napetost | ML2T-2Q-1  | {\displaystyle V_{\rm {P}}={\frac {E_{\rm {P}}}{q_{\rm {P}}}}={\sqrt {\frac {c^{4}}{\kappa 4\pi \varepsilon _{0}}}}\;}      | 1,0432×1027 V          |
| Planckova impedanca        | električni upor     | ML2T-1Q-2  | {\displaystyle Z_{\rm {P}}={\frac {V_{\rm {P}}}{I_{\rm {P}}}}={\frac {1}{4\pi \varepsilon _{0}c}}={\frac {Z_{0}}{4\pi }}\;} | 2,9986×101 Ω           |